# Andrea Illy
Andrea Illy (Trieste, 2 settembre 1964) è un imprenditore italiano.
È il presidente di illycaffè S.p.A., azienda multinazionale specializzata nella produzione di caffè, fondata nel 1933 a Trieste da suo nonno Francesco Illy.
Dal 2013 al 2019 è stato Presidente della Fondazione Altagamma.

## Biografia

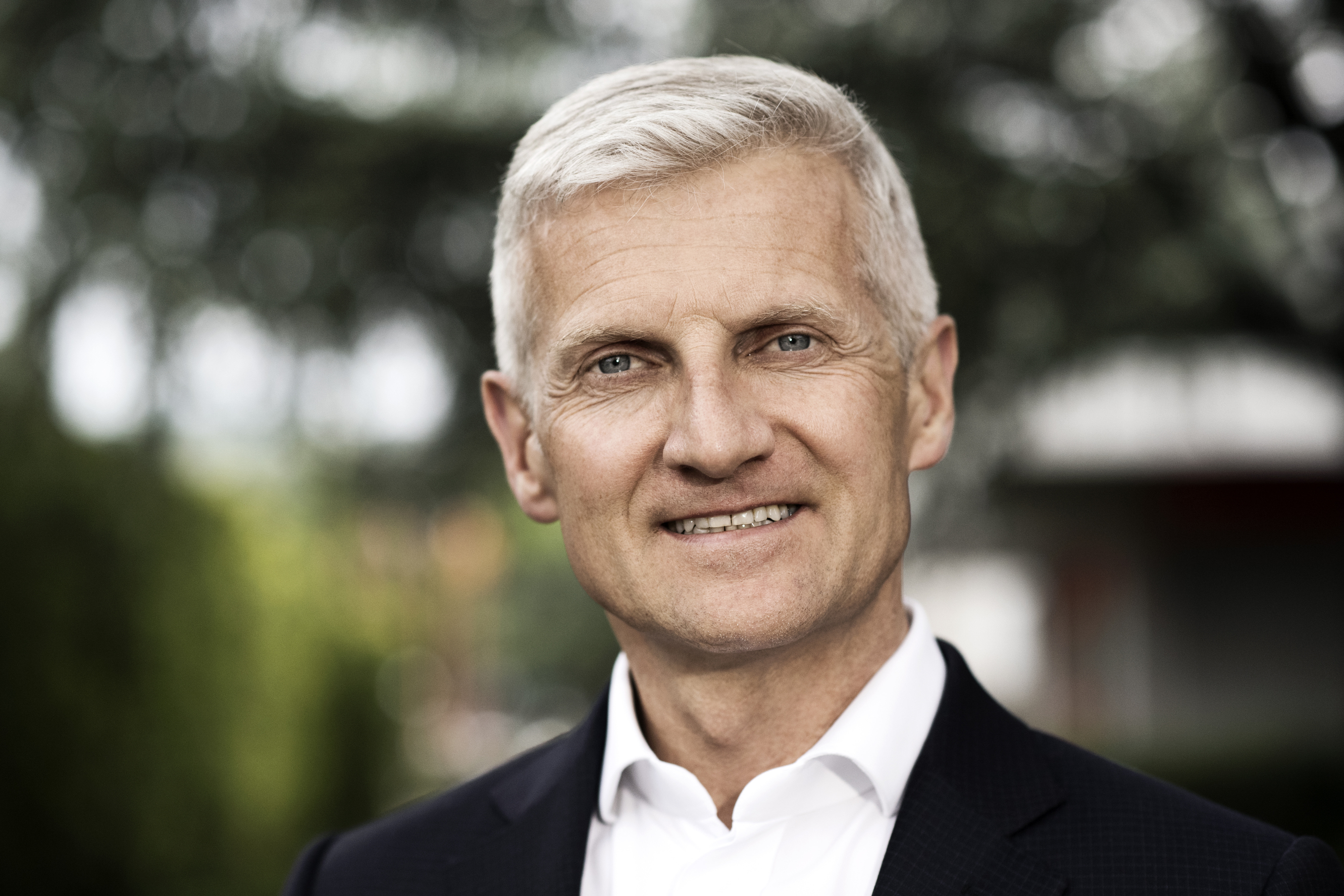
Andrea Illy - 2016

Nato a Trieste nel 1964 da una famiglia valdese di origine ungherese, Andrea Illy ha iniziato i suoi studi in Svizzera, laureandosi poi in Chimica presso l'Università di Trieste. Ha inoltre conseguito il Master Executive presso la SDA Bocconi School of Management di Milano e un advanced management program all’Harvard Business School.
Nel 1990 fa il suo ingresso nell'azienda di famiglia, ricoprendo il ruolo di Supervisore della Qualità e iniziando il percorso di illycaffè S.p.A. nel settore della qualità. Ispirato dalla sua precedente esperienza in Giappone - dove si era applicato allo studio del sistema produttivo della Toyota - Andrea Illy sviluppa un programma di Total Quality ampliato nel tempo sino a comprendere ogni singolo processo interno, così come tutte le relazioni che coinvolgono l'azienda. Estende nel giro di alcuni anni le sue responsabilità a tutta l'area prodotto.
Nel 1994 viene nominato Amministratore Delegato di illycaffè S.p.A. e dal 2005 ne diventa Presidente, succedendo al padre Ernesto. Nel 2016 l'Assemblea degli azionisti lo conferma nel ruolo di Presidente, mentre la carica di Amministratore Delegato viene assegnata per la prima volta a un manager esterno alla famiglia.
Andrea Illy vive a Trieste con sua moglie e le loro tre figlie; è fratello minore di Riccardo Illy, anch'esso dirigente e vicepresidente della società di famiglia ed attivo anche in politica come sindaco di Trieste dal 1993 al 2001 e presidente della regione Friuli-Venezia Giulia dal 2003 al 2008.

## illycaffè
Sotto la leadership di Andrea Illy, l'azienda ottiene riconoscimenti e certificazioni di importanza internazionale: nel 2011 è stata la prima al mondo a ottenere da DNV la certificazione Responsible Supply Chain Process conseguita anche in tutti gli anni successivi.
Dal 2013 sino al 2016 è l'unica azienda italiana a essere inserita dall'Ethisphere Institute nell'elenco delle aziende più etiche al mondo World's Most Ethical Companies.

Nel 2014, illycaffè viene individuata dal consorzio internazionale ICRT (International Consumer Research & Testing), nell'ambito di un'inchiesta indipendente condotta sulle maggiori aziende di caffè al mondo, come quella che più di tutte si distingue per l'impegno di responsabilità socioambientale nei confronti dei Paesi coltivatori di caffè, in America Latina, Africa e Asia.
All'interno di illycaffè Andrea Illy ha inoltre dato vita a diversi progetti come:
1. L'Università del Caffè, centro di eccellenza creato con l'obiettivo di diffondere nel mondo la cultura del caffè e offrire a tutti i professionisti coinvolti nella filiera produttiva la possibilità di migliorare il livello di qualità di ogni singola fase nei diversi settori di competenza.[8]
2. Il concept dei negozi a marchio illy nel mondo (circa 230 in tutto il mondo) che si declina in due diversi modelli: quello per la somministrazione, che comprende gli illy Caffè e gli espressamente illy e gli illy Shop, presenti sia nella modalità ‘shop in shop’ che come punti vendita a sé stanti.[9]
3. Iperespresso, nuovo sistema a capsule per la preparazione del caffè espresso che - grazie a una capsula che al suo interno estrae il caffè in due stadi, l'iperinfusione e l'emulsione - si differenzia dalla preparazione tradizionale in cui l'espresso si produce per percolazione, aprendo la strada dell'espresso di terza generazione.[10]

illycaffè è stato partner ufficiale di Expo 2015 per l'ideazione e la gestione di contenuti, esposizioni ed eventi dedicati al caffè, nell'area del Cluster tematico. Andrea Illy è stato Ambassador per Expo Milano 2015.

## Altre cariche
Nel corso di questi anni Andrea Illy ha dato il suo contributo su temi come la scienza del caffè, lo sviluppo sostenibile, il lusso e l'arte contemporanea, ricoprendo ruoli in associazioni internazionali di settore e all'interno di diversi incontri e seminari.
Nel 1996 è nominato “Marketing Superstar” da Advertising Age, la rivista statunitense ogni anno assegna questo riconoscimento del marketing e della comunicazione a 30 manager selezionati in tutto il mondo.
Nel 1999 assume la presidenza di A.S.I.C. (Association Scientifique International du Cafè – Paris), di cui oggi è Presidente Onorario.
Dal 2003 al 2006 è membro dell'Advisory Board della SDA Bocconi, la Scuola di Management riconosciuta come una delle migliori istituzioni Europee.
Nel 2004 riceve il Premio “L'Imprenditore dell'Anno”, conferitogli da Ernst & Young Italia.
Nel 2012 entra a far parte del Gruppo di riflessione di LH Forum, il movimento per l'economia positiva creato da Jacques Attali, partecipando alla stesura di un paper sul tema, presentato al Presidente della Repubblica francese Francois Hollande. Sia nel 2014 che nel 2015 interviene al Forum organizzato a San Patrignano sui rischi dell'insostenibilità economica, sociale e ambientale e sulla ricerca della sostenibilità sistemica.
Dal 2012 a marzo 2016 è Presidente del Promotion and Market Development Committee dell'International Coffee Organization (ICO), con il mandato di promuovere i consumi del caffè a livello mondiale attraverso la divulgazione dei suoi valori positivi.
Nel 2012 e nel 2013 Andrea Illy è stato Consigliere d'Amministrazione e Presidente del Comitato di Sostenibilità della multinazionale olandese del tè e caffè D.E Master Blenders 1753, quotata alla Borsa di Amsterdam.
Nell'aprile del 2013 viene eletto Presidente di Altagamma (Associazione Italiana delle Industrie di Alta Gamma), fondazione della quale è membro del Consiglio Direttivo dal 1999 e, come rappresentante del settore alimentare, vicepresidente dal 2007. L'assemblea dei soci di Fondazione Altagamma ha riconfermato nel dicembre 2015 Andrea Illy alla Presidenza per il triennio 2016-2018.
Nello stesso anno riceve il Premio Capo D’Orlando e un anno dopo il Premio Guido Carli.
Dal 2013 è membro del Consiglio Superiore della Banca d’Italia per la sede di Trieste, di cui è anche componente del Comitato consultivo in materia di revisione interna dal 2015. 
Dal 2017 è membro dell'Advisory Board di Assolombarda.
Dal 2020 è Co-Fondatore e Chairman della Regenerative Society Foundation.
Nel 2021 ha ricevuto il Premio Leonardo, conferitogli dal Comitato Leonardo. 
Il 31 agosto 2023 Andrea Illy entra a far parte di Club di Roma (The Club of Rome), think tank che riunisce scienziati, economisti, funzionari pubblici di alto livello ed ex capi di Stato di tutto il mondo 

## Pubblicazioni
- "Espresso coffee: the chemistry of quality" - Andrea Illy, Rinantonio Viani - Academic Press, Londra, 1995, ISBN 012370670X. (Edizione italiana pubblicata da Egea, Milano, 2009. ISBN 978-88-238-5102-3. Traduzione di Fabio Accurso, Roberto Cirelli, Marco Rucci)
- "Espresso coffee: the science of quality" - Andrea Illy, Rinantonio Viani, Furio Suggi Liverani - Elsevier academic press, Amsterdam, 2005, ISBN 0123703719
- "L'aroma del mondo: un viaggio nell'universo e nell'emozione del caffè" - Elisabetta Illy, Andrea Illy - Hoepli, Milano, 2010, ISBN 978-88-203-4558-7
- "Lifestyle brand: le marche che ispirano la nostra vita" - Antonio Marazza, Stefania Saviolo, prefazione di Andrea Illy - Rizzoli, Milano, 2012, ISBN 978-88-17-05421-8
- "Tre vie per far ripartire l'Italia" - Andrea Illy - Il Sole 24 Ore, 12 febbraio 2014, pag.11
- "Il Sogno del caffè" - Andrea Illy - Codice Edizioni, 2015 ISBN 978-887578524-6
- "The complexity of coffee" - Andrea Illy, Ernesto Illy - Scientific American, numero estivo 2015, pag.10
- "Italia felix: Perché il nostro paese può tornare a crescere e gli italiani a sorridere" - Andrea Illy - Piemme, 2018 ISBN 978-8856666243